# Max Franz
Max Franz (* 1. September 1989 in Klagenfurt) ist ein österreichischer Skirennläufer. Er ist der Cousin des ehemaligen Skirennläufers Werner Franz und vor allem in den schnellen Disziplinen Abfahrt und Super-G erfolgreich. Seit 2012 gehört er der Nationalmannschaft des Österreichischen Skiverbandes (ÖSV) an.

## Biografie
Max Franz fährt für den SV Weißbriach und wurde 2006 in den ÖSV-Kader aufgenommen. Sein erstes FIS-Rennen bestritt er im Dezember 2004, der erste Podestplatz folgte im März 2009 im Riesenslalom.
Im Europacup ging er erstmals im März 2006 an den Start, im Jahr darauf setzte ihn ein Oberschenkeltrümmerbruch 18 Monate lang außer Gefecht. Die erste volle Saison folgte 2008/09. In seinem erst dritten Europacuprennen schaffte er bei der Abfahrt am Patscherkofel in Innsbruck mit Platz drei seinen ersten Podestplatz. Bei der darauffolgenden Abfahrt in Wengen am 9. Jänner 2009 konnte er seinen ersten Sieg feiern, zog sich jedoch während der Fahrt bei einem Sprung eine Kreuzbandzerrung zu.
Franz wäre von den ÖSV-Trainern für einen Start bei der Weltcup-Abfahrt in Wengen, dem legendären Lauberhornrennen, in der darauf folgenden Woche vorgesehen gewesen, musste aufgrund seiner Knieverletzung jedoch zwei Wochen pausieren. Ende Jänner schaffte er mit Platz zwei bei der Abfahrt in Les Orres ein erfolgreiches Comeback. Aufgrund dieser Ergebnisse wurde er hinter Patrick Küng Zweiter der Europacup-Abfahrtswertung und sicherte sich einen Fixstartplatz in seiner Spezialdisziplin für die kommende Weltcupsaison 2009/10.
In seinem ersten Weltcuprennen, der Abfahrt von Lake Louise am 28. November 2009, erreichte Franz nur den 59. Platz. Fünf Tage später zog er sich beim Abfahrtstraining in Beaver Creek einen Riss des vorderen Kreuzbands im rechten Knie zu, womit die Saison für ihn beendet war.
Zu Beginn der Saison 2010/11 konnte Franz wieder an Rennen teilnehmen. Am 30. Jänner 2011 gewann er als 21. der Super-Kombination von Chamonix seine ersten Weltcuppunkte. Im März 2011 wurde er erstmals Österreichischer Staatsmeister in der Abfahrt. In der Saison 2011/12 fand Franz Anschluss an die Weltspitze: Am 16. Dezember 2011 fuhr er im Super-G von Gröden auf den fünften Platz und erzielte damit sein erstes Top-10-Ergebnis im Weltcup. Ebenfalls Fünfter wurde er am 4. März 2012 im Super-G von Kvitfjell. In den Disziplinen Abfahrt und Super-Kombination fuhr er je zweimal unter die schnellsten 15. Nach dem Winter wurde er in die Nationalmannschaft des ÖSV aufgenommen.
Am 24. November 2012 fuhr Franz in der Abfahrt von Lake Louise auf den zweiten Platz und erzielte damit seine erste Podestplatzierung im Weltcup. Sieben Tage später erlitt er bei einem Sturz im Super-G von Beaver Creek eine schwere Gehirnerschütterung sowie eine Nasenbeinfraktur und Abschürfungen im Gesicht.
Er musste sechs Wochen pausieren und gab am 19. Jänner 2013 mit dem 14. Platz in der Lauberhornabfahrt von Wengen sein Comeback. Eine Woche später schaffte er auf der Streif in Kitzbühel mit dem fünften Rang seinen ersten Top-10-Platzierung nach der Verletzung. Bei den Heimweltmeisterschaften 2013 in Schladming konnte Franz seinen Erwartungen nicht gerecht werden. In der Abfahrt erreichte er nur Rang 23, im Super-G durfte er erst gar nicht an den Start gehen. Im Weltcup lief es danach wieder besser für ihn: In Kvitfjell fuhr er sowohl im Super-G als auch in der Abfahrt auf den siebten Rang. Er beendete die Saison auf dem neunten Platz des Abfahrtsweltcups.
In der darauf folgenden Saison 2013/14 bestätigte Franz seine Leistungen des Vorjahres durch konstante Top-15-Resultate. Sein bestes Abfahrtsergebnis erreichte er am 18. Jänner 2014 mit Platz vier in der Lauberhornabfahrt von Wengen. Kurz darauf fuhr er im Super-G von Kitzbühel ex-aequo mit Aksel Lund Svindal auf den dritten Rang. Es war dies sein bis dato einziger Podestplatz im Super-G. Durch diese Leistungen durfte Franz bei den Olympischen Winterspielen 2014 sowohl im Super-G als auch in der Abfahrt an den Start gehen. Im Super-G verpasste er als Sechser nur um sieben Hundertstel die Bronzemedaille. In der Abfahrt wurde er Neunter. Auch in der Saison 2014/15 fuhr er regelmäßig in die Top 20. Bei der Abfahrt in Saalbach-Hinterglemm erreichte er beim österreichischen Dreifachsieg hinter Matthias Mayer den zweiten Platz.
Die Saison 2015/16 begann für Franz mit guten Ergebnissen: in den Speed-Rennen von Lake Louise belegte er den sechsten Platz in der Abfahrt und den vierten Platz im Super-G. In den Abfahrten von Gröden und Wengen erreichte er weitere Top-Ten-Ergebnisse. Am 19. Jänner 2016 zog er sich im ersten Training für das Hahnenkammrennen in Kitzbühel schwere Verletzungen im linken Knie sowie im linken Handgelenk zu und musste die Saison vorzeitig beenden. Gegen Ende der Saison war Max Franz wieder am Start, wobei er im Super-G sowie in der Abfahrt von Kvitfjell nicht in die Punkteränge fuhr. Beim Saisonfinale in St. Moritz erreichte er Platz elf im Super-G. Am 17. Dezember 2016 gewann er den Abfahrtsklassiker von Gröden vor Aksel Lund Svindal und dem dreifachen Gröden-Sieger Steven Nyman und feierte damit seinen ersten Weltcupsieg. Bei den Weltmeisterschaften 2017 in St. Moritz errang er Bronze in der Abfahrt. Beim ersten Super-G der Saison 2017/18 in Lake Louise errang er mit dem zweiten Platz sein bislang bestes Ergebnis in dieser Disziplin.
Franz gewann zu Beginn der Weltcupsaison 2018/19 die Abfahrt von Lake Louise und den Super-G von Beaver Creek. Mitte Dezember folgte ein zweiter Platz in der Abfahrt von Gröden. Am 25. Jänner 2019 zog er sich in der Kitzbüheler Hahnenkammabfahrt durch einen Schlag auf den rechten Fuß einen unverschobenen Bruch des Fersenbeins zu.
Daraufhin musste er die Saison vorzeitig beenden und verpasste dadurch auch die Weltmeisterschaften.
Beim Abfahrtstraining vor dem Start in die Weltcupsaison 2022/23 stürzte er in Copper-Mountain schwer. Dabei zog sich Franz eine offene Unterschenkelfraktur am linken Bein, eine komplizierte Unterschenkelfraktur am rechten Bein sowie eine Schnittwunde am rechten Arm zu. Er musste daraufhin mehrfach operiert werden und fiel die gesamte Saison aus.

### Privates
2019 heiratete er seine Freundin Marina Riedl.

## Erfolge

### Olympische Spiele
- Sotschi 2014: 6. Super-G, 9. Abfahrt
- Pyeongchang 2018: 11. Abfahrt, 17. Super-G
- Peking 2022: 9. Abfahrt

### Weltmeisterschaften
- Schladming 2013: 23. Abfahrt
- Vail/Beaver Creek 2015: 19. Abfahrt
- St. Moritz 2017 3. Abfahrt, 13. Super-G
- Cortina d’Ampezzo 2021: 13. Abfahrt

### Weltcupwertungen
| Saison  | Gesamt | Gesamt | Abfahrt | Abfahrt | Super-G | Super-G | Riesenslalom | Riesenslalom | Kombination | Kombination |
| Saison  | Platz  | Punkte | Platz   | Punkte  | Platz   | Punkte  | Platz        | Punkte       | Platz       | Punkte      |
| ------- | ------ | ------ | ------- | ------- | ------- | ------- | ------------ | ------------ | ----------- | ----------- |
| 2010/11 | 140.   | 12     | –       | –       | 57.     | 2       | –            | –            | 39.         | 10          |
| 2011/12 | 32.    | 290    | 24.     | 94      | 14.     | 156     | –            | –            | 23.         | 40          |
| 2012/13 | 26.    | 269    | 9.      | 201     | 18.     | 68      | –            | –            | –           | –           |
| 2013/14 | 26.    | 336    | 13.     | 214     | 15.     | 117     | –            | –            | 37.         | 5           |
| 2014/15 | 15.    | 457    | 10.     | 256     | 8.      | 187     | –            | –            | 24.         | 14          |
| 2015/16 | 43.    | 237    | 27.     | 116     | 22.     | 105     | –            | –            | 28.         | 16          |
| 2016/17 | 25.    | 329    | 16.     | 139     | 6.      | 190     | –            | –            | –           | –           |
| 2017/18 | 17.    | 433    | 10.     | 207     | 5.      | 228     | –            | –            | –           | –           |
| 2018/19 | 21.    | 408    | 9.      | 222     | 11.     | 85      | 55.          | 1            | –           | –           |
| 2019/20 | 52.    | 154    | 29.     | 74      | 18.     | 80      | –            | –            | –           | –           |
| 2020/21 | 25.    | 276    | 9.      | 186     | 18.     | 90      | –            | –            | –           | –           |
| 2021/22 | 26.    | 275    | 14.     | 195     | 22.     | 80      | –            | –            | –           | –           |

### Weltcup
- 10 Podestplätze in Einzelrennen, davon 3 Siege:

| Datum             | Ort          | Land    | Disziplin |
| ----------------- | ------------ | ------- | --------- |
| 17. Dezember 2016 | Gröden       | Italien | Abfahrt   |
| 24. November 2018 | Lake Louise  | Kanada  | Abfahrt   |
| 1. Dezember 2018  | Beaver Creek | USA     | Super-G   |

- 1 Sieg bei Mannschaftswettbewerben

### Europacup
- Saison 2008/09: 2. Abfahrtswertung
- Saison 2010/11: 8. Abfahrtswertung
- 4 Podestplätze, davon 1 Sieg:

| Datum          | Ort    | Land    | Disziplin |
| -------------- | ------ | ------- | --------- |
| 9. Jänner 2009 | Wengen | Schweiz | Abfahrt   |

### Junioren-Weltmeisterschaften
- Garmisch-Partenkirchen 2009: 7. Abfahrt, 9. Super-G

### Österreichische Meisterschaften
- Zweifacher Österreichischer Staatsmeister in der Abfahrt (2011 und 2012)